# Magyar Nemzeti Cirkusz
A Magyar Nemzeti Cirkusz (rövidítve MNC, angolul Hungarian National Circus) Magyarország legnagyobb utazócirkusza, mely az ország egyik legszínvonalasabb cirkuszműsorát mutatja be. A cirkusz a Richter artistacsalád tulajdonában áll, 1995-ben alapította Richter József, aki 2013-ban átadta az igazgatói szerepkört fiának, Ifj. Richter Józsefnek.

## A Richter dinasztia története
A Magyar Nemzeti Cirkusz a Richter artistacsalád tulajdonában áll és a cirkusz története szorosan kapcsolódik a család történetéhez. A berlini Brandenburgi kapunál felállított Richter cirkuszról 1821-ből származik az első feljegyzés. A híres Renz cirkusz igazgatójának leánya, Karola és a Richter család tagja, Richter József, a Magyar Nemzeti Cirkusz alapítója, 1972-ben házasságot kötött. Elefánt- és lovasakrobata produkciókat hoztak létre, amik később világszámok lettek és megalapozták a vándorcirkusz hírnevét. Az 1974-ben megrendezett első Monte-carlói Nemzetközi Cirkuszfesztiválon előadott produkciójukat Ezüst Bohóc-díjjal jutalmazták.
A Richter József és Karola házasságából két fiú, Flórián és József született, akik folyamatos hazai és külföldi szerepléseikkel viszik tovább a tradíciót a cirkusz világában.
Richter Flórián szülei sikerei után 30 évvel később, 2004-ben, a 28. Monte-carlói Nemzetközi Cirkuszfesztiválon feleségével, Edittel egy kétszemélyes lovas akrobata produkcióért Ezüst Bohóc-díjat, valamint három különdíjat kapott. 2008-ban tíztagú zsokécsoportjával a cirkuszművészet történetének első magyar Arany Bohóc-díját nyerte el a 32. Monte-carlói Cirkuszfesztiválon. 2009-ben megalapította saját lovas műsorát, a Horse Evolution Showt, mellyel 2012-ben és 2013-ban országjáró turnéra indult.
2014-ben, a Fővárosi Nagycirkuszban megrendezett 10. Budapesti Nemzetközi Cirkuszfesztiválon Ifj. Richter József és zsokécsoportja elnyerte a verseny fődíját, az Arany Pierrot-díjat. A budapesti fesztivál a világ második legrangosabb cirkuszfesztiválja és 1996 óta íródó történetében még soha nem volt arra példa, hogy magyar artista vehesse át az Arany-díjat: Ifj. Richter József és lovas akrobata csoportja januári győzelmével beírta magát a cirkusztörténelembe.
2018-ban, a 42. Monte-Carlói cirkuszfesztiválon ifj. Richter József feleségével (Merrylu Richter) és a Richter csoporttal Arany Bohóc-díjat nyert. A fesztiválon 3 produkcióval léptek fel: pass de deux avagy balett lóháton, a világ legnagyobb egzotikus állatszáma, és a hagyományos lovasakrobata szám. Előadásonként több mint 4000 ember állva ünnepelte őket, ráadásképp még a közönségdíjat is ők kapták. Ezzel ismét beírták magukat a cirkusztörténelembe. 
2020-ban ismét cirkusztörténelmet írtak, amikor a 13. Budapesti Nemzetközi Cirkuszfesztiválon Ifj. Richter József és Merrylu Richter elnyerte a fesztivál fődíját, immáron másodszor az Arany Pierrot-díjat a pass de deux avagy balett a lóháton világhírű produkciójukkal.  

## A Nemzeti Cirkusz története

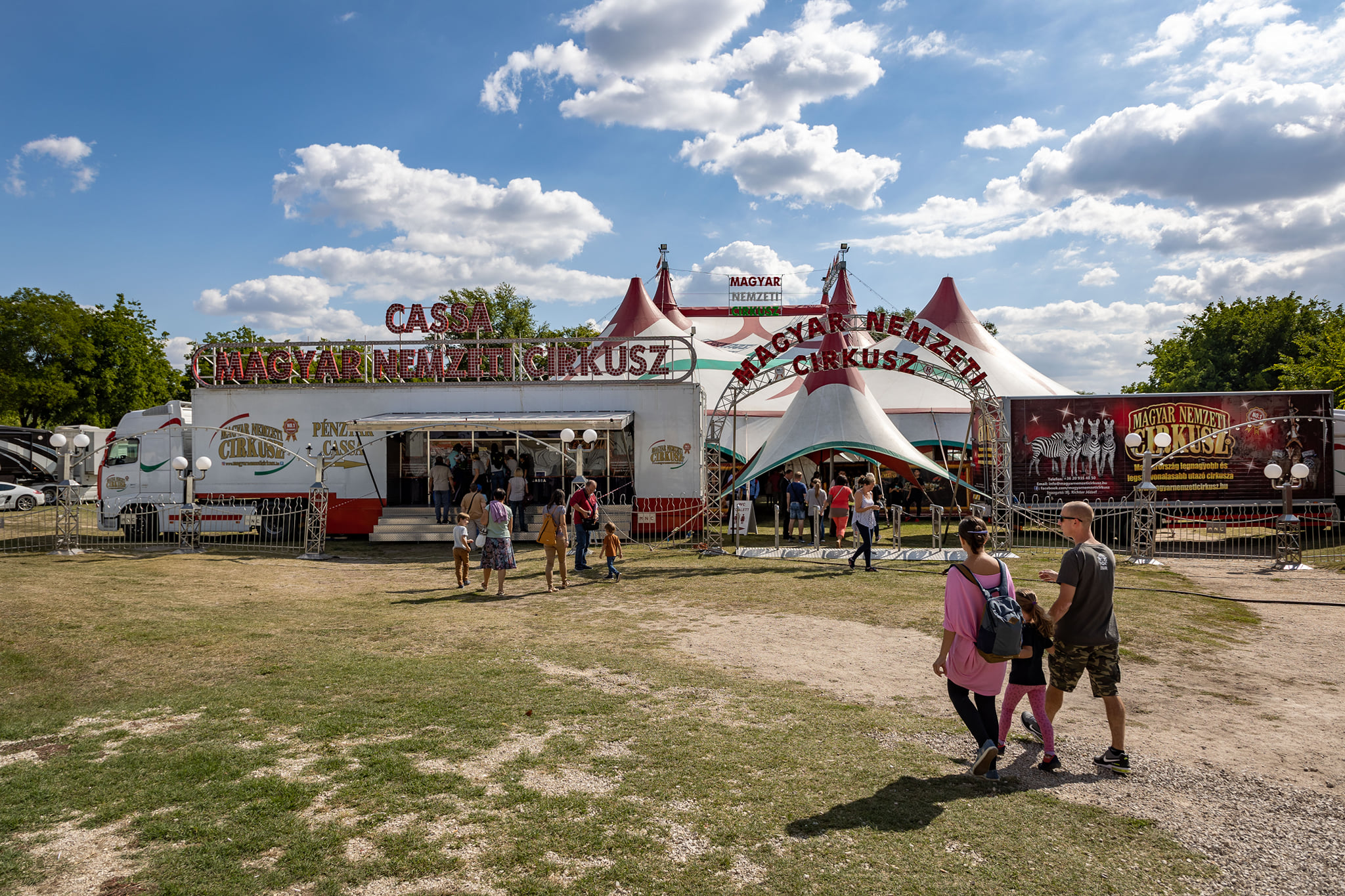
A nemzeti cirkusz sátra 2021-ben

Richter József élete is ezer szállal kötődik a vándorcirkuszokhoz és pályafutása végén alapított saját társulatot. Az 1995. évi budapesti, Hősök terei premierrel létrehozták és elindították a család utazó vándorcirkuszát, mely kezdetektől fogva a Magyar Nemzeti Cirkusz nevet viseli. A név még a kezdeti években levédésre került. A Cirkusz alapítása óta sikeresen működnek és Magyarország egyik legnagyobb utazó cirkuszává nőtték ki magukat. Minden évben a modern technikával felszerelt cirkuszsátraikkal és időnként megújuló műsorral járják az ország nagyobb településeit.
Richter József 2012-ben átadta az igazgatói szerepkört fiának, Ifj. Richter Józsefnek, aki ezáltal a világ egyik legfiatalabb cirkuszigazgatójának tekinthető. Richter József, a nemzeti cirkusz alapítója karrierjét a Fővárosi Nagycirkusz igazgatójaként folytatja.

A világjárvány betörése miatt 2020-ban nem indulhattak el az országos tavaszi turnék, csak július 1-jén. Ennek okán Ifj. Richter József létrehozta régi álmát Szadán, az autós Safari Parkot hatalmas sikerrel, ahol a nemzeti cirkusz és a Richter Flórián Cirkusz állatai, többek között elefántok, zsiráfok, zebrák, tevék, lámák és lovak várták az oda látogatókat. A sikertörténet, 2022 tavaszán Nagykőrösön, az új bázison folytatódik. 
2022. októberében ifjabb Richter József és lovasakrobata csoportja újabb Arany-díjat vehetett át, első magyarként az olaszországi 23. Latinai Nemzetközi Cirkuszfesztiválon. 

## Társulata
A Magyar Nemzeti Cirkusz társulata napjainkban 70 főből áll. A cirkuszsátor 1500 fő befogadására elegendő. Az időjárástól függően a nézőtér fűthető. A cirkusz gépjárműparkja 50 teherautóból áll, mely utazáskor körülbelül egy kilométer hosszú cirkuszszerelvényt jelent. 2023-tól az ország legmodernebb cirkuszi lelátórendszere került beszerzésre, amely a páholytól kezdődően emelkedő sorrendben, párnázott székekkel biztosítja a legjobb rálátást Magyarország legszínvonalasabb cirkusz műsorára. 
Évekig Budapesttől nem messze, Szadán volt található a cirkusz téli szállása. Több, mint 2000 négyzetméteres terület biztosított az állatistállók, a próbaterem és a manézs részére. Jelenleg Budapesten és Nagykőrösön. 
A cirkusz szerves része a minden előadáson élőben játszó cirkuszi zenekar és az Afrikából érkezett Lady Masallah szóló énekes (2015-2022), melynek vezetője Várszegi János volt 18 éven át egészen 2023-ig. A nemzeti cirkusz Magyarország egyetlen utazócirkusza, ahol élő zene kíséri a műsort, 2024-től Villás György látja el a karmesteri szerepet a billentyűk mögül. A konferanszié szerepét az első évadtól kezdődően Kiss István látta el egészen 2015-ig, amikor nyugdíjba vonult, azóta Réz Tamás a konferansz. A cirkusz állandó dolgozói közé tartozik a tíztagú műszaki gárda, akiknek a feladata az artisták rekvizitumainak, kellékeinek porondon elhelyezése, illetve a cirkuszsátrak építése.

## A cirkusz turnéja
A Magyar Nemzeti Cirkusz éves turnéja nyolc hónapon keresztül március közepétől október végéig tart. Az éves turné premier előadásait Budapest XV. kerületében, Rákospalotán tartják, melyek folyamán az új műsor szereplői összeszoknak, próbákat tartanak. A budapesti fellépés után a cirkusz országjáró körútra indul, melynek első állomásai az alföldi nagyvárosok. Ezután egy hosszabb időszakot töltenek el a Balaton déli partján, majd a turnéjuk a Dunántúlon folytatódik, és sokáig Veresegyházán ér véget.Néhány éve, Budapesten a XXII. kerületben, a cirkusz saját területén a Barackos út 110. szám alatt zárják a turnét. 

### Nyári balatoni vendégszereplés
A nemzeti cirkusz a nyári időszakban, közel két hónapon (július, augusztus) keresztül a Balaton déli partján, Balatonlellén vendégszerepel. Itt a cirkusz a közel két évtizede vásárolt saját területén lépnek fel, mely közvetlenül a lellei vidámpark mellett található. Állatainak is óriási kifutójuk van, ahol állatkerti körülmények között élhetnek, ami további látványosságot biztosít az ott nyaralóknak. 2021-ben a balatonlellei önkormányzat döntése alapján a cirkusz tér mellett található utcát, Richter utcának nevezték el. 

## Műsorok

### Állatprodukciók

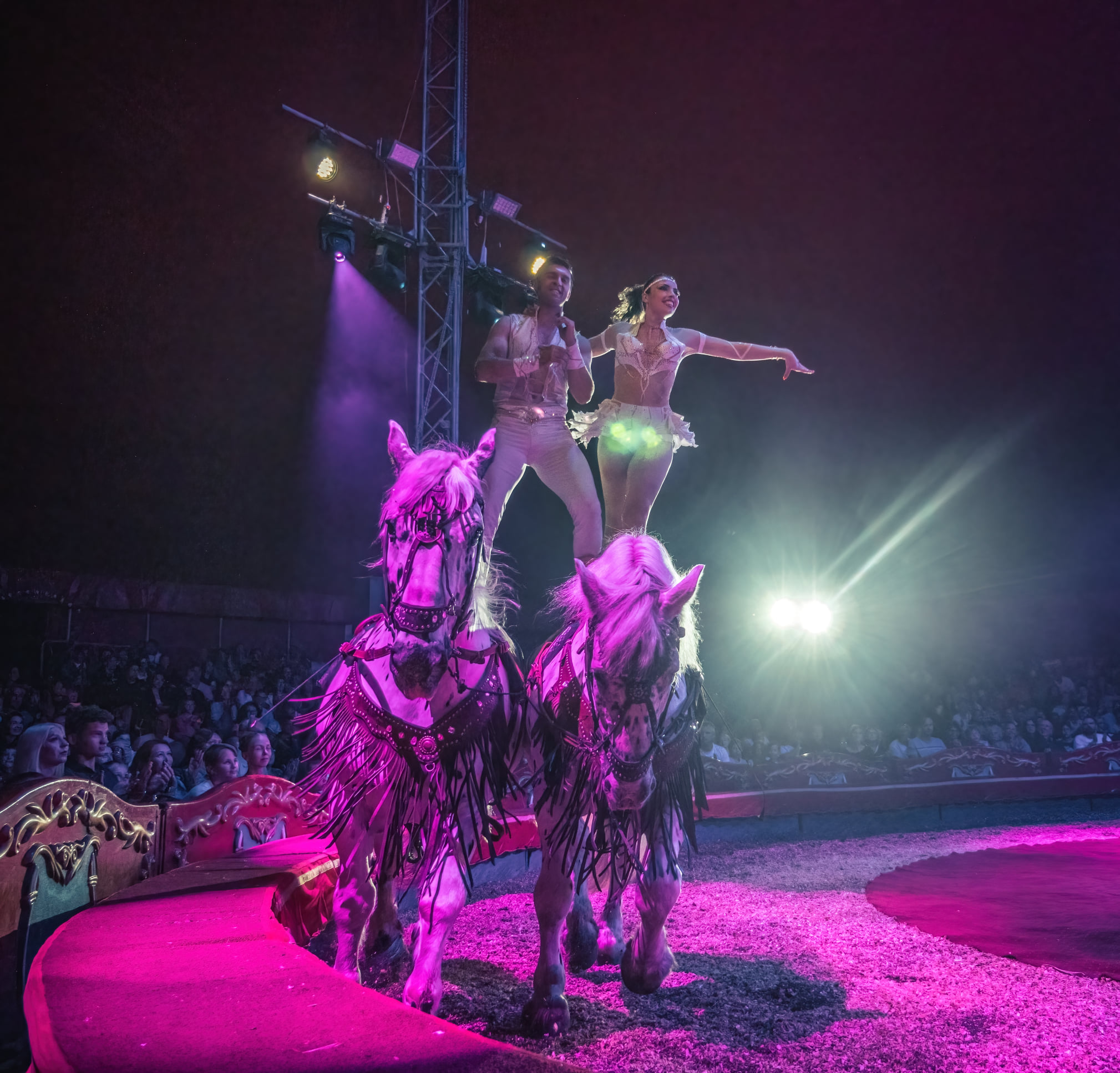
Ifj. Richter József és felesége Merrylu Richter a vágtázó lovak hátán, pas de deux többszörös arany díjas produkciójukkal

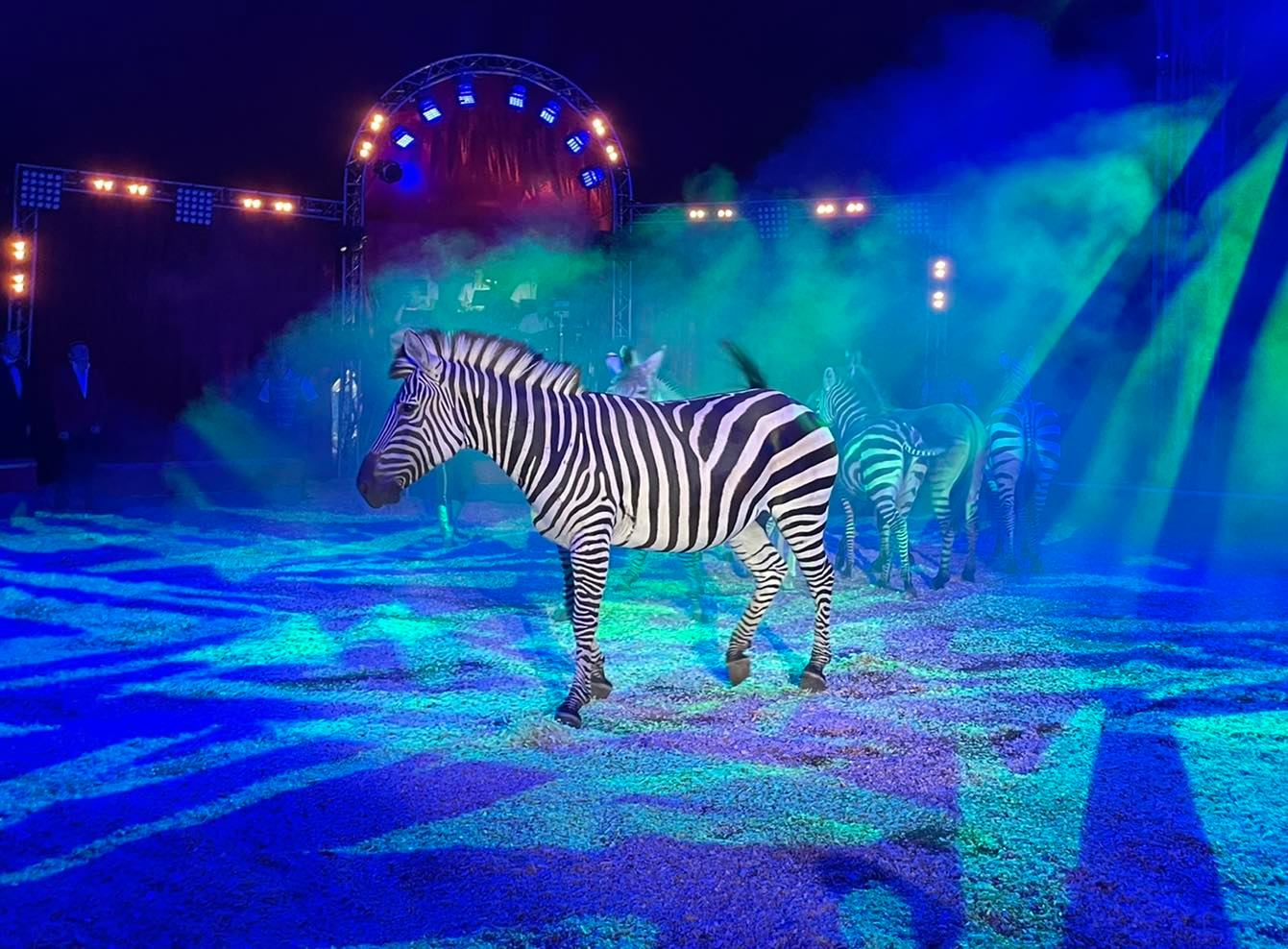
A cirkusz zebrái és zebmárjai

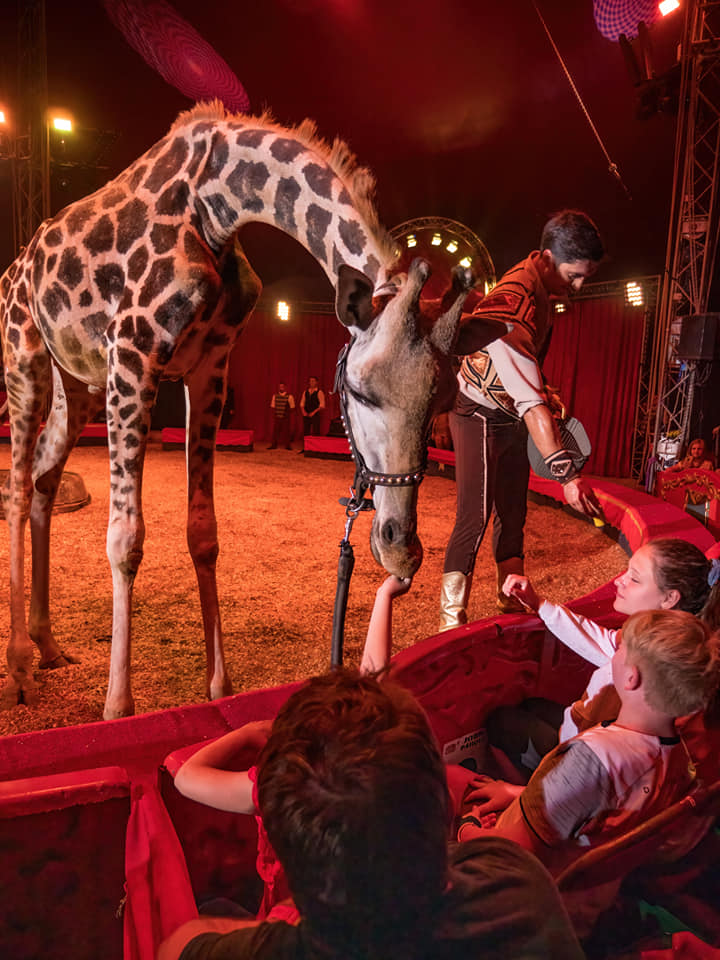
Ifj. Richter József és zsiráfja

A nemzeti cirkusz műsorainak gerincét mindig az állatok alkotják. Az előadásban 50 idomított állat látható. Rendszeres fellépők: arab-, fríz-, és muraközi lovak, ara papagájok, ázsiai tevék (Arafat, Pasa, Abdul), afrikai zebrák, lámák, skót és szürkemarhák, oroszlánok, tigrisek, indiai és afrikai elefántok. 2013 márciusában egy kis tevecsikó született akit Habib-nak hívnak, az anyukája Abdul, a cirkusz nőstény tevéje az apukája pedig a Nyíregyházi Állatpark egyik tevéje. Habib már szerves része a műsornak, ő és három társa alkotják a Nemzeti Cirkusz teve csordáját. A Magyar Nemzeti Cirkusz az állatok tartásában is példát mutat, állatkerti körülményeket tudnak biztosítani állataik számára.
A Richter család tagjai elefántjaikkal több nagy filmprodukciókban is részt vettek. 1983-ban három indiai elefántjukkal – Szandra, Jubile és Dianna – együtt szerepeltek Roger Mooreral a James Bond-filmek Polipka című részében. 1997-ben a nemzeti cirkuszban forgatták a Kisváros című magyar sorozat egyik epizódját.
A Magyar Nemzeti Cirkusz jelenlegi elefántja, a 38 éves négytonnás Szandra, aki az utolsó magyar cirkuszban dolgozó elefánt. Szandrával számos reklámfilmet forgattak, köztük 2006-ban a hétszeres Tour de France győztessel, Lance Armstronggal, amely a CNN amerikai hírcsatornán volt látható. 2008-ban a CIB Bank reklámfilmjében szerepelt, 2009-ben a TV2 reklámjában Joshi Bharat és Sági Szilárd oldalán. 2011-ben a budapesti Kálvin téren a spanyol lottó reklámfilmjét forgatták, amikor Szandra megijedt a hátán lévő párnáktól, és visszarohant Múzeumkertben álló szállító járműig, de az estből nem történt komoly baleset. 2013-ban az indiai elefánthölgy részt vett Adrien Brody Oscar-díjas amerikai színésszel a Harry Houdini világhírű illuzionista életéről szóló film forgatásán. Szandra 2014 nyarán a Fővárosi Nagycirkusz Circus Classicus című műsorában lépett fel Richter Flóriánnal.
A 2013-as műsorban először voltak láthatóak fehér oroszlánok magyar cirkusz porondján. Az angol idomár, Jason Peters produkciója azért volt érdekes, mivel fehér oroszlánból csupán mintegy 230 példány él világszerte.

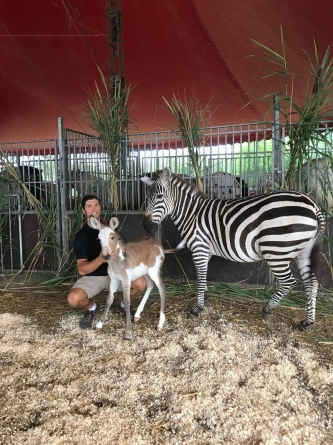
A cirkusz igazgatója és Lelle, a szamár-zebra szerelemgyerek

2014-ben a cirkusz állatsereglete egy afrikai zsiráffal bővült. Zambesi, a kétéves zsiráf bika egy német szafariparkból érkezett Magyarországra. Fellépése a cirkuszban igazi különlegességnek számít, mivel magyar cirkusznak még soha nem volt zsiráfja. Ettől az évtől kezdve a műsor gerincét a Casselly család 5 afrikai elefántja alkotja.
2018-ban született Balatonlellén Lelle a cirkusz első zebmárja, mely hatalmas szenzáció volt az országos médiában. Apja egy foltos szamár, míg anyja pedig egy zebra, az ő románcukból született meg Lelle, mely Balatonlelléről kapta a nevét. Azóta több zebmárrral is büszkélkedhet a nemzeti cirkusz, mely azt mutatja, hogy az állatok is jól érzik magukat. 
2022. április 14-én megnyílt Magyarország első és egyetlen autós szafari parkja Nagykőrösön, ahol a Magyar Nemzeti Cirkusz vadállatai találták meg új helyüket. A nemzetközi állatvédelmi irányelveknek megfelelően a cirkuszi munkát maguk mögött hagyva szafariban tölthetik megérdemelt pihenésüket. 

## Egyéb kezdeményezések, programok

### Cirkuszok Világnapja
A Cirkusz Világszövetség kezdeményezésére 2008 óta minden évben, április harmadik szombatján világszerte több mint harminc ország cirkuszi társulata a cirkuszművészet világnapját ünnepli, azzal a céllal, hogy a cirkuszrajongók bepillantást nyerhessenek a cirkuszművészet közönség elől elzárt világába. Az ebben az időszakban a Debrecenben állomásozó Magyar Nemzeti Cirkusz 2010-ben csatlakozott a kezdeményezéshez. A nemzeti cirkuszban a közönség nyílt próbákat, bemutatókat tekinthet meg, beavatást nyerhet az állatidomítás rejtelmeibe, valamint a cirkusz állatsátrait is megnézheti.

### Cirkuszparádék
A cirkuszparádék története a régmúltban gyökerezik, egészen a 19. századra visszanyúlik. Korábban szokás volt, ha egy vándorcirkusz megérkezett egy adott városba, a társulat díszes menetben vonult végig az utcákon, adta hírül az ott élőknek a cirkusz megérkezését. Ez a szokás Amerikából indult, és hosszú évtizedek óta nagy népszerűségnek örvend Európa nagyvárosaiban is. Magyarországon a közönség hasonló parádét 2013. október 5-én láthatott először, amikor a Fővárosi Nagycirkusz Az univerzum fényei című őszi műsorának fellépői vonultak fel a Városligetben.
A Magyar Nemzeti Cirkusz 2014-ben 20 éves jubileuma alkalmából folytatja e régmúltú hagyományt. A nemzeti cirkusz teljes társulata, a Casselly család négy afrikai elefántjával, lovakkal, pónikkal, tevékkel, bohócokkal, valamint a cirkusz 8 tagú fúvószenekara és afrikai énekesnővel Lady Masallah-val rendőri kíséretben vonul fel a premier napján az ország nagyvárosaiban, ahol műsort adnak. E rendezvény azóta a Cirkuszok éjszakájának felvezető programja évről-évre Balatonlellén. 

### Cirkuszok Éjszakája
2013-ban a Fővárosi Nagycirkusz és három magáncirkusz – az Eötvös Cirkusz, a Magyar Nemzeti Cirkusz és a Horse Evolution Show – közreműködésével jött létre a Cirkuszok Éjszakája programsorozat, melynek fő célkitűzése a cirkuszművészet népszerűsítése. Állami és magáncirkuszok összefogására már több mint hatvan évtizede nem volt példa. A Fővárosi Nagycirkusz mellett, az Eötvös Cirkusz Balatonfüreden, a Horse Evolution Show Zamárdiban, míg a Magyar Nemzeti Cirkusz Balatonlellén mutatta be az egészen éjfélig tartó előadást. A nemzeti cirkuszban a műsor mellett az érdeklődők betekinthettek a kulisszák mögé, megismerhették az állatidomítás folyamatát, extra produkciókat láthattak, valamint a cirkuszi eszközöket is kipróbálhatták. Később több magáncirkusz is csatlakozott a kezdeményezéshez. A rendezvény minden évben megrendezésre kerül, immáron 3 napon át. 
Extra fellépők
- 2014 – Gregor Bernadett
- 2015 – Rippel Brothers, Fekete Pákó
- 2016 – Nagy Jonathan
- 2017 – Horror Cirkusz
- 2018 – Robi Berousek, Ovidiu Tell
- 2019 – Thu Hien, Baronits Gábor, Szandi, Pintácsi Viki, Hering Zolna, Bogdán Csaba, Nagy Alexa, ÉNB Lali
- 2020 – Liptai Claudia, Kristóf Krisztián, Ambra & Yves, Quincy Azzario, René Casselly Jr.
- 2021 - Duo Stauberti
- 2022 - Liptai Claudia, Kamarás Norbert (ÉNB Lali), Alexander Jr.[28]
- 2023 Szenzáció fehérben - Köllő Babett, Face Team, Bmx Riders, Christian Folco, Riko Vargas, Zuma Zuma csoport, Kalap Jakab[29]
- 2024- Köllő Babett, Eddy Carello, Duo Flash of Splash, Silver Power ( Füzy Anita és Kránitz Krisztián) Gáspár Győző,  Richter Dániel

### Elefántok a Balatonban
2013-ban rendezték meg először az Elefánt a Balatonban című rendezvényt a Cirkuszok Éjszakája alkalmából, és azóta minden évben megtartásra kerül. Az első évben Szandra, az indiai elefánt fürödhetett volna, de inkább a gyümölcsökből csemegézgetett a parton. 2014-ben és 2015-ben a Casselly család elefántja négy elefántja fürdött a tóban. 2016-ban a rossz időjárás miatt elmaradt a rendezvény. 2017-ben ismét megtartották a programot a Casselly család 5 afrikai elefántjával. Azóta ez hagyomány lett. 

### Circus Maximus
2017.október 28-án a Magyar Nemzeti Cirkusz Richter az eddigi legnagyobb volumenű produkcióját láthatták a Papp László Budapest Sportcsarnokban. A cirkuszi szuper show közel 100 egzotikus állattal és több mint 100 fős stábbal várta a nagyérdeműt! Ami a 2017-es vadonatúj műsorukat tartalmazta kibővítve. Az est házigazdája a legendás műsor vezető Rózsa György volt. Magyarországon ekkora nézőszámú cirkuszi előadás még soha nem volt. Ezt a kezdeményezés hagyománnyá szeretnék teremteni,az éves turné lezárása képen.

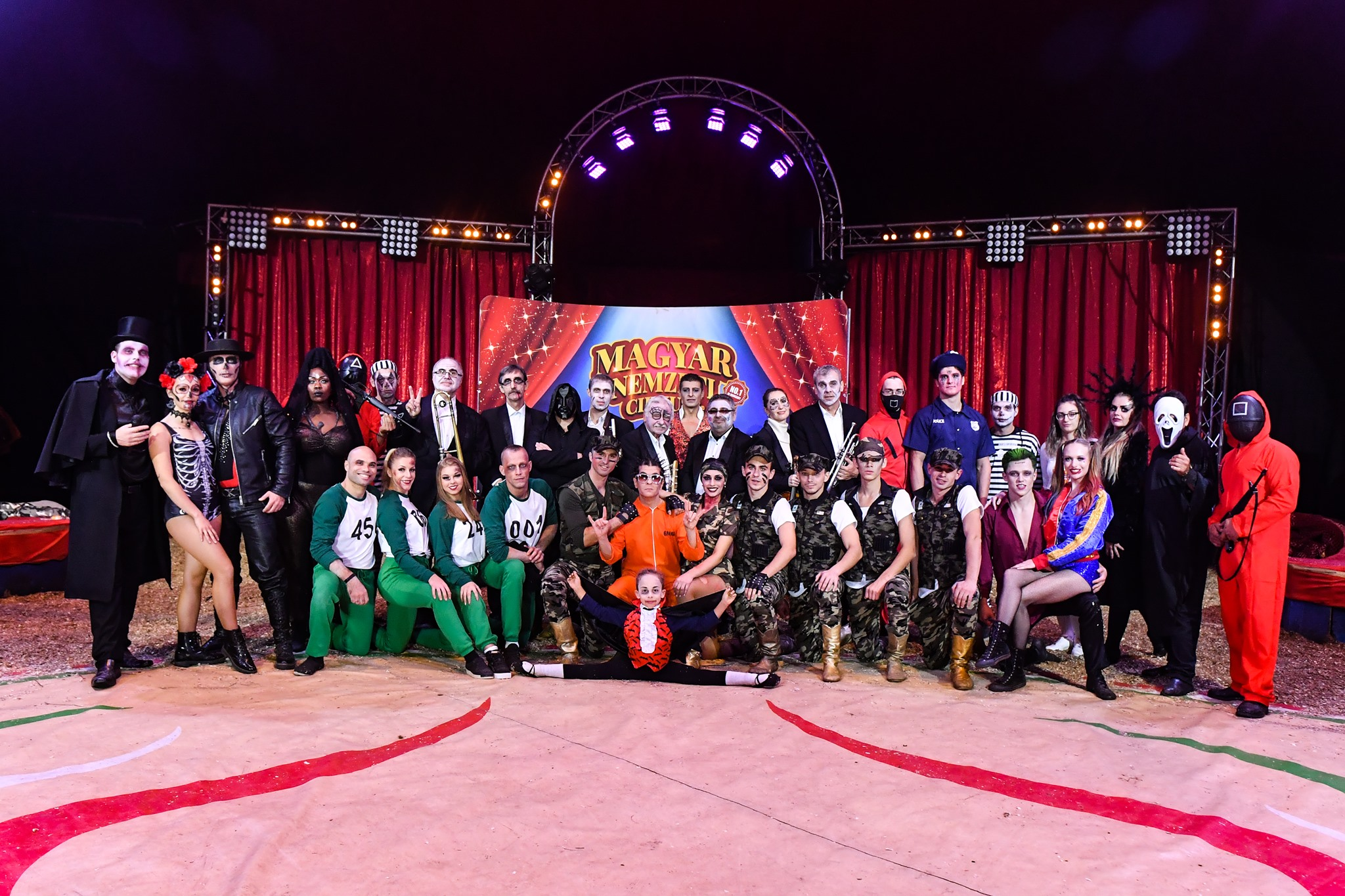
MNC társulata (2021, Halloween a cirkuszban)

### Halloween a cirkuszban
2019. október 31-én rendezték meg először a Halloween a cirkuszban című rendezvényt Budapesten. Más jelmezekben, zenékre adták elő produkciójukat az artisták, mindezt Halloweeni díszletben, filmbe illő jelenetekkel. Az eseményt 2021-ben ismét megtartották kibővítve, összesen 6 előadásnappal, mely pótszékes teltházzal ment. 